# Рот Фронт-1
Рот Фронт-1 (РФ-1) — експериментальний одномісний планер конструкції О. К. Антонова. Побудований в 1933 р. передбачалося дослідити в польоті вплив різних елементів конструкції на характеристики планера. Для цієї мети в тому ж році були виготовлені ще три планери Рот Фронт-2, Рот Фронт-3, Рот Фронт-4 які мали деякі відмінності. Наприклад Рот Фронт-1, Рот Фронт-2, Рот Фронт-3 мали однаковий профіль і розмах і відрізнялися площею і подовженням крила. РФ-1 брав участь у IX  Всесоюзних планерних змаганнях. На Х Всесоюзних планерних змаганнях 2 жовтня 1934 р. С. Н. Анохін виконав дуже сміливий експеримент задуманий вченими ЦАГІ — випробування планера «Рот Фронт-1» з навмисним руйнуванням конструкції в повітрі.

## Конструкція
Рот Фронт-1 мав конструкцію високоплана із свободнонесучим крилом.
- Крило — складалося з двох половин мало коробчатий лонжерон і додатковий косий лонжерон біля кореня, були щілинні елерони і закрилки з усього розмаху. Для керуванням закрилками був спеціальний важіль.
- Фюзеляж — мав форму гондоли яйцеподібного перетину, переходить під крилом у вільнонесучу балку з кілем на кінці, розчалену до крила чотирма тросами.